# Ângulo (Paraná)
Ângulo es un municipio brasileño del  estado del Paraná, localizado en la Región Metropolitana de Maringá.

## Geografía
Posee una área de 106,021 km² representando 0,0532 % del estado, 0,0188 % de la región y 0,0012 % de todo el territorio brasilero. Se localiza a una latitud 23°11′42″ sur y a una longitud 51°54'54" oeste, estando a una altitud de 300 metros. Su población estimada en 2005 era de 3.116 habitantes.

### Demografía
Datos del censo - 2000
Población total: 2.840
- Urbana: 2.150
- Rural: 690
- Hombres: 1.428
- Mujeres: 1.412

Índice de Desarrollo Humano Municipal (IDH-M): 0,742
- IDH-Salario: 0,662
- IDH-Longevidad: 0,743
- IDH-Educación: 0,822

## Administración
- Prefecto: Moisés Gomes de la Silva (prefecto interino) (2009/2010)
- Vice-Prefecto:
- Presidente de la Cámara: (2007/2008)